# Imagine (film, 2012)
Pour les articles homonymes, voir Imagine.
Pour plus de détails, voir Fiche technique et Distribution.
Imagine est une comédie dramatique polono-franco-anglo-portugaise réalisée par Andrzej Jakimowski et sortie en 2012.

## Synopsis
Ian, un éducateur aveugle, est embauché par une modeste institution de Lisbonne au Portugal pour apprendre à des jeunes atteints de cécité à se déplacer par écholocation grâce à l'écho des sons qu'il émet, par exemple par le claquement de langue. Un des objectifs qu'il se fixe est d'apprendre aux jeunes aveugles à se déplacer sans leur cane blanche. La jeune et belle Eva, qui ne sort plus parce qu'elle ne supporte plus la pitié que les passants dans la rue ont à son égard à cause de sa canne blanche, entre en résonance avec ce que propose Ian. Cependant, le directeur de l'institution estime que cette pratique est dangereuse et met des conditions très stricte à l'enseignement que propose Ian. L'intrépide Serrano, un autre aveugle de l'institution, met en doute la parole de Ian et va même jusqu'à penser que ce n'est pas un véritable aveugle. Une fois convaincu, il s'aventure la nuit tombée avec son professeur sur les quais du port de Lisbonne à la recherche d'un bateau dont Ian soutient l'existence, mais que tout semble montrer qu'il est le fruit de son imagination. Les méthodes employées par Ian accroit la tension dans ses relations avec le directeur qui congédie finalement Ian, à la suite d'un grave accident dont est victime un des pensionnaires écrasé par un tramway. Que va faire Eva ?

## Fiche technique
- Titre : Imagine
- Réalisation : Andrzej Jakimowski
- Scénario : Andrzej Jakimowski
- Musique : Tomasz Gassowski (pl)
- Photographie : Adam Bajerski (pl)
- Montage : Cezary Grzesiuk
- Producteur : François d'Artemare, Andrzej Jakimowski et Vladimir Kokh
  - Coproducteur : Mike Downey et Sam Taylor
  - Producteur associé : Nicolas Jourdier et Pascal Poirot
- Production : KMBO et Film and Music Entertainment Ltd.
  - Coproduction : Zjednoczenie Artystów i Rzemieslników
- Distribution : KMBO
- Pays :  Pologne |  France |  Royaume-Uni |  Portugal
- Langue : anglais
- Durée : 102 minutes
- Genre : comédie dramatique
- Dates de sortie :
  - Pologne : 10 septembre 2012
  - Russie : 18 avril 2013
  - Turquie : 9 août 2013
  - France : 23 octobre 2013

## Distribution
- Edward Hogg : Ian
- Alexandra Maria Lara : Eva
- Melchior Derouet : Serrano
- Francis Frappat : le médecin
- David Atrakchi
- João Lagarto (pt) : Frère Humberto
- Figueira Cid (pt) : le concierge
- Pablo Malter : Mario